# Andriivka, Horodnea
Andriivka (în ucraineană Андріївка) este localitatea de reședință a comunei Andriivka din raionul Horodnea, regiunea Cernihiv, Ucraina.

## Demografie
Componența lingvistică a localității Andriivka
     Ucraineană (98,09%)
     Alte limbi (1,92%)
Conform recensământului din 2001, majoritatea populației localității Andriivka era vorbitoare de ucraineană (98,09%), existând în minoritate și vorbitori de alte limbi.